# Bommenhav
Bommenhav är en sjö i Hällefors kommun i Västmanland och ingår i Norrströms huvudavrinningsområde. Bommenhav ligger i Kindla Natura 2000-område.